# Venlo
Venlo (phát âmⓘ) là một đô thị ở đông nam Hà Lan. Đô thị này nằm ở tỉnh Limburg.
Ngày 1 tháng 1 năm 2003, các đô thị Tegelen và Belfeld đã được sáp nhập vào Venlo.  Tegelen đã là một phần của đất công tước Jülich nhiều thế kỷ trước còn Venlo đã là một phần của đất công tước Guelders.

## Các trung tâm dân cư
- Arcen
- Belfeld
- Blerick
- Boekend
- Hout-Blerick
- Lomm
- Steyl
- Tegelen
- 't Ven
- Velden
- Venlo